# Il leone volante
Il leone volante è una fiaba popolare proveniente dall'attuale Sudafrica che appartiene al genere delle favole animali.

## Trama
La fiaba è ambientata ai primordi del mondo ed il protagonista assoluto della fiaba è il leone, che viene descritto come un animale volante, dato che è munito di un paio di ali, grazie alle quali caccia le sue prede.

Però, nonostante questa forza da re della foresta, anche il leone alato accusa un sintomo di paura e teme che le ossa delle bestie da lui mangiate, vengano fatte a pezzi e per questo motivo tiene delle cornacchie bianche a guardia della sua casa.

Ma sarà un ranocchio vecchio, astuto e sbeffeggiante a mandare a monte i piani del leone, ma soprattutto a frantumargli le ossa, approfittando dell'assenza delle cornacchie, causando così, di conseguenza, la perdita di forza nelle ali fino all'estinzione di questa qualità straordinaria, che tanto terrorizzava gli altri animali.